# Takashi Watanabe
Takashi Watanabe (渡部 高志?, Watanabe Takashi (22 luglio 1957) è un animatore e character designer giapponese.
Watanabe è conosciuto per aver collaborato alle serie televisive d'animazione Slayers, Boogiepop Phantom e Shakugan no Shana.